# دنباله‌دار سی/۲۰۲۰ اف۵ (مستر)
سی/۲۰۲۰ اف۵ (مستر) (به انگلیسی: C/2020 F5 (MASTER)) یک ستاره دنباله‌دار است که در ۲۸ مارس ۲۰۲۰ توسط سیستم تلسکوپی مستر در سان خوآن، آرژانتین کشف شد. دنباله‌دار پیش از پریشیدگی سیاره‌ای با تناوب مداری ۳۶٬۰۰۰ ساله بوده است.